# Pidonia similis
Pidonia similis är en skalbaggsart som beskrevs av Ernst Gustav Kraatz 1879. Pidonia similis ingår i släktet Pidonia och familjen långhorningar. Inga underarter finns listade i Catalogue of Life.